# Petra Nareksová
Petra Nareks (* 27. září 1982 Žalec, Jugoslávie) je slovinská reprezentantka v judu.

## Sportovní kariéra
S judem začala v 6 letech v Celji. Skoro celou svojí kariéru trénuje pod Marjanem Fabjanem. Zlomem v její sportovní kariéře byla příprava na domácí mistrovství Evropy v roce 2002. Na olympijských hrách v Athénách patřila ke kandidátkám na jednu z medailí. Svoji roli však nezvládla a vypadla v prvním kole. V roce 2008 potom prožila zklamání, když jí o několik bodů unikla kvalifikace na olympijské hry v Pekingu. V dalších letech se potýkala se zraněními nebo změnami pravidel. Na předních příčkách se umisťuje jen výjimečně.

## Výsledky
| Turnaj             | 1996           | 1997           | 1998           | 1999           | 2000           | 2001           | 2002           | 2003           | 2004           | 2005           | 2006           | 2007           | 2008           | 2009           | 2010           | 2011           | 2012           | 2013           | 2014           |
| Turnaj             | 14             | 15             | 16             | 17             | 18             | 19             | 20             | 21             | 22             | 23             | 24             | 25             | 26             | 27             | 28             | 29             | 30             | 31             | 32             |
| Turnaj             | pololehká váha | pololehká váha | pololehká váha | pololehká váha | pololehká váha | pololehká váha | pololehká váha | pololehká váha | pololehká váha | pololehká váha | pololehká váha | pololehká váha | pololehká váha | pololehká váha | pololehká váha | pololehká váha | pololehká váha | pololehká váha | pololehká váha |
| ------------------ | -------------- | -------------- | -------------- | -------------- | -------------- | -------------- | -------------- | -------------- | -------------- | -------------- | -------------- | -------------- | -------------- | -------------- | -------------- | -------------- | -------------- | -------------- | -------------- |
| Olympijské hry     | —              |                |                |                | —              |                |                |                | úč.            |                |                |                | —              |                |                |                | —              |                |                |
| Mistrovství světa  |                | —              |                | —              |                | —              |                | úč.            |                | úč.            |                | úč.            |                | úč.            | úč.            | —              |                | —              | úč.            |
| Mistrovství Evropy | —              | —              | —              | úč.            | —              | —              | 3.             | 2.             | 3.             | 3.             | 5.             | 3.             | 3.             | 5.             | —              | úč.            | úč.            | úč.            | úč.            |
| MS juniorů         | úč.            |                | —              |                | úč.            |                |                |                |                |                |                |                |                |                |                |                |                |                |                |
| ME juniorů         | —              | 7.             | 3.             | 5.             | 3.             | 3.             |                |                |                |                |                |                |                |                |                |                |                |                |                |